# Cyrtolophosidida
Ordre
Les Cyrtolophosidida sont un ordre de Ciliés de la classe des Colpodea.

## Liste des familles
Selon GBIF (14 novembre 2022) :
- Cyrtolophosidae
- Cyrtolophosididae Stokes, 1888
- Platyophryidae Puytorac et al., 1979
- Reticulowoodruffiidae
- Sagittariidae R. Grandori & L. Grandori, 1935
- Woodruffiidae von Gelei, 1954

## Systématique
Le nom valide de ce taxon est Cyrtolophosidida Foissner, 1978.